# Myrmeleon fulvescens
Myrmeleon fulvescens är en insektsart som först beskrevs av Navás 1934.  Myrmeleon fulvescens ingår i släktet Myrmeleon och familjen myrlejonsländor. Inga underarter finns listade i Catalogue of Life.